# Immanuel Mifsud
Immanuel Mifsud (* 12. září 1967 Paola) je maltský spisovatel. Narodil se v proletářské rodině jako nejmladší z osmi dětí, vystudoval Maltskou univerzitu, kde po získání doktorátu vyučuje literární historii a teorii. Je zakladatelem literární skupiny Versarti, píše prózu, poezii i dětské knihy, věnuje se také divadelní režii a přeložil do maltštiny díla Federica Garcíi Lorcy, Antona Pavloviče Čechova a Maxe Frische. Je čtyřnásobným držitelem maltské národní literární ceny, v roce 2011 mu byla za autobiografickou knihu Ve jménu Otce (i Syna) udělena Cena Evropské unie za literaturu. V roce 2014 převzal Řád za zásluhy. V roce 2017 byl jako první maltský spisovatel v historii pozván do Knihovny Kongresu a vystoupil v Londýně na Dni Commonwealthu.

## Vydání v češtině
- Ve jménu Otce (i Syna) (Fl-Isem tal-Missier (tal-iben)). 1. vyd. V Brně: Větrné mlýny, 2018. 84 s. Překlad: Barbora Lyčková. ISBN 978-80-7443-278-1